# تلقيح خلطي

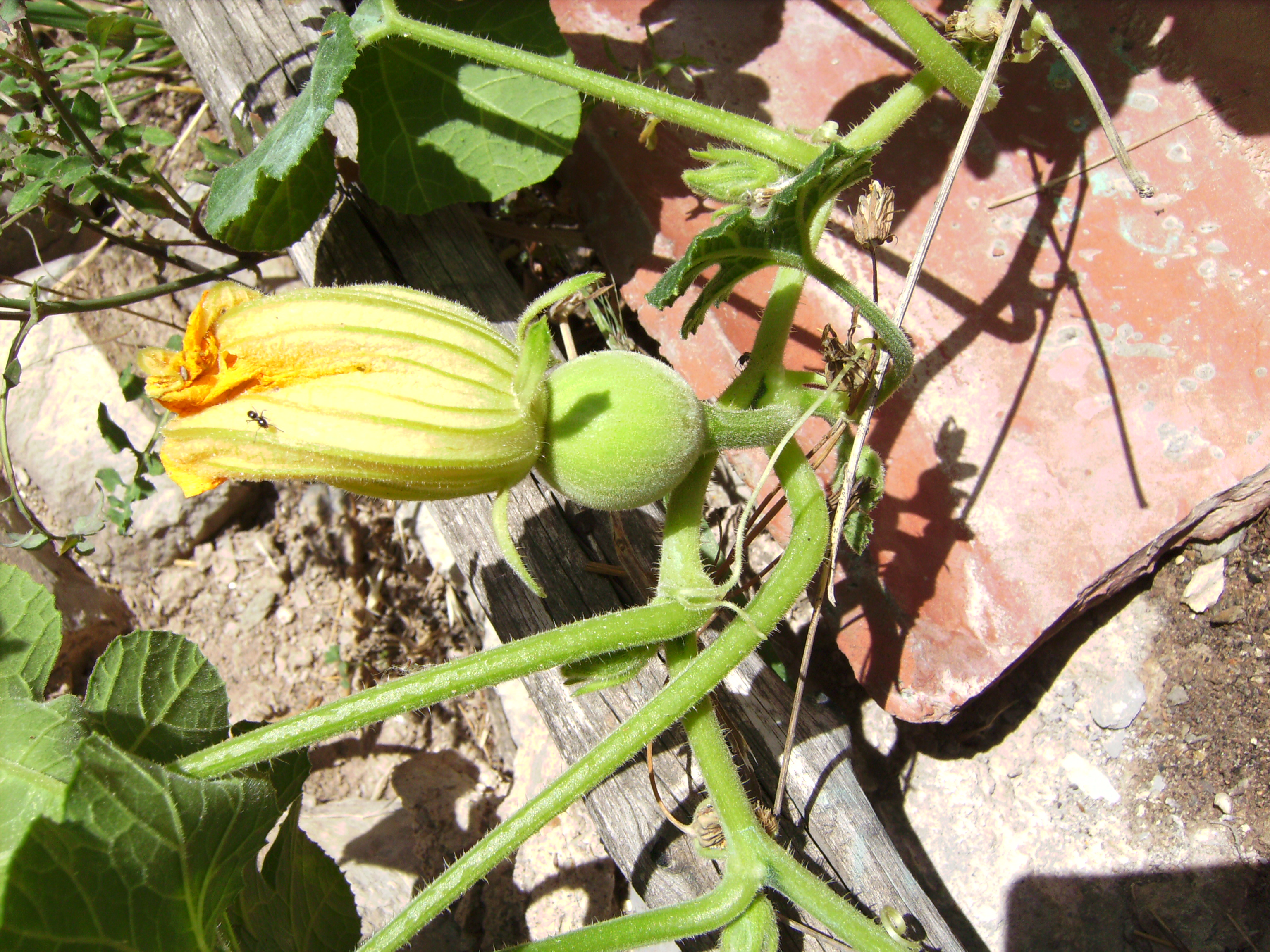

التلقيح الخلطي أو إخصاب خلطي أو الإعراس الغَيْري أو الإخصاب المتصالب (بالإنجليزية: Allogamy)‏، هو نظام تزاوج في النباتات الذي يستلزم أن يكون عبر تلقيح تقاطعي (ذكر وأنثى). ويكون بانتقال حبوب اللقاح من متك إلى ميسم زهرة على نبات آخر.